# Hôpital Armand-Trousseau

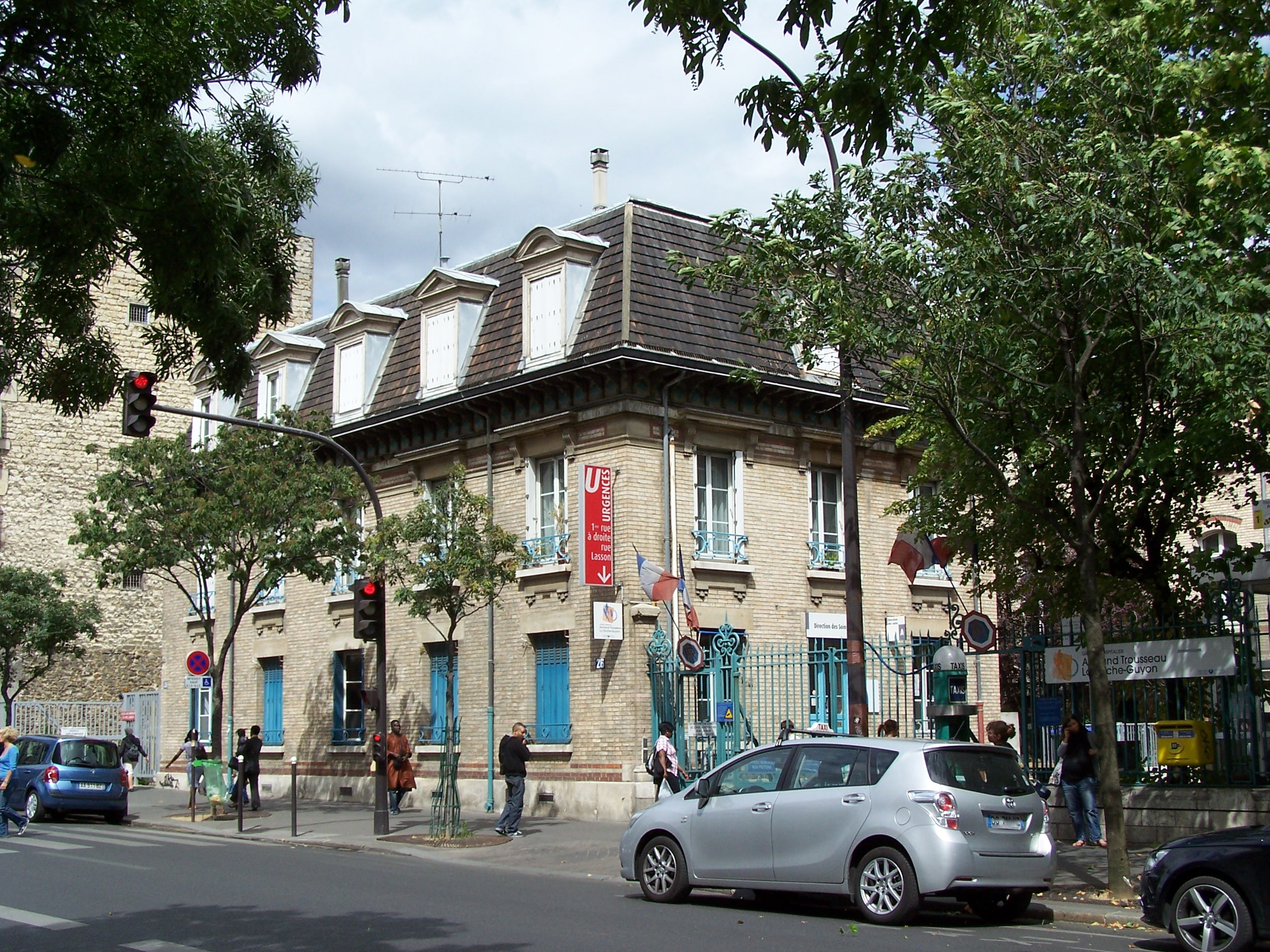
Hôpital Armand-Trousseau

Das Hôpital Armand-Trousseau ist ein öffentliches Krankenhaus des Krankenanstaltenverbunds Assistance publique – Hôpitaux de Paris (AP-HP) in Paris. Es ist Standort der Medizinischen Fakultät der Universität Sorbonne. Mit der Anschrift Avenue du Docteur-Arnold-Netter 26 liegt es im Quartier du Bel-Air des 12. Arrondissements.

## Geschichte
Das Krankenhaus wurde am 16. März 1854 in den Räumen des Hôpital Sainte-Marguerite im Stadtviertel Faubourg Saint-Antoine als Kinderkrankenhaus eröffnet. Zunächst erhielt des den Namen Hôpital Sainte-Eugénie, Namensgeberin war Eugénie de Montijo, Ehefrau des Kaisers Napoleon III. In 405 Betten konnten Kinder medizinisch und chirurgisch versorgt werden. Auf Vorschlag der Verwaltung hin wurde das Krankenhaus in der frühen Dritten Republik, neun Jahre nach der Abdankung Napoleons III., 1880 in Erinnerung an Armand Trousseau in Hôpital Trousseau umbenannt.
Im Zuge der Umgestaltung des Gebiets zugunsten einer besseren Erreichbarkeit des Bahnhofs Gare de Lyon wurde der bisherige Standort aufgegeben und im 12. Arrondissement nach Plänen der Architekten Maistrasse und Berger ein neues Gebäude errichtet. Das neue Krankenhaus wurde am 15. März 1901 in Betrieb genommen, die offizielle Eröffnung fand in Anwesenheit des Staatspräsidenten Émile Loubet indes erst im Juli jenes Jahres statt. Im Jahr 1909 wies es 353 Betten auf; 1948 war deren Zahl auf 570 und 1960 auf 645 angewachsen, 1998 erfolgte eine Reduzierung auf 329 Betten.
Im Jahr 2006 erfolgte ein Zusammenschluss mit dem Kinderkrankenhaus La Roche-Guyon, das auf Langzeitbehandlungen von Kindern mit Mehrfachbehinderungen spezialisiert ist. Aktuell verfügt das Hôpital Armand-Trousseau über 317 Betten. Die 2044 Angestellten verteilen sich auf 501 Personen medizinisches und 1643 Personen nichtmedizinisches Personal.

## Leistungen
- Notfallbehandlung und Behandlung von Jugendlichen
- Allgemeine und spezielle Kinderheilkunde
- Geburtshilfe
- Krebsbehandlung / Hämatologie
- Zentrum der Île-de-France für Verbrennungsversorgung
- Behandlung von Störungen der Sinnesverarbeitung